# Radegast (dieu)
Pour les articles homonymes, voir Radegast.

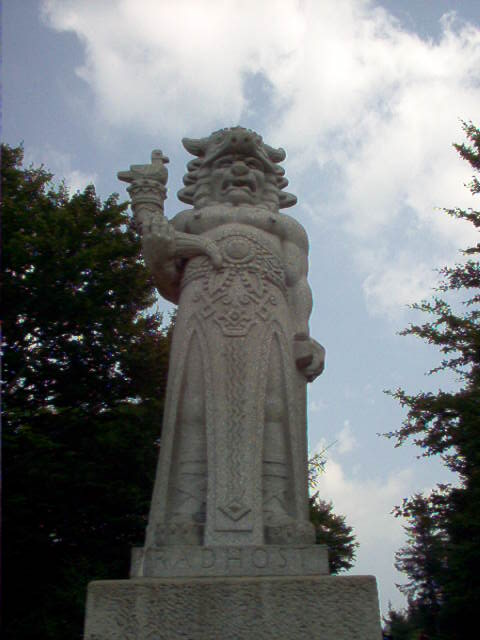
La statue de Radegast.

Radegast (Roswodiz, Radigost, Radhost ou Redigast) est un dieu hypothétique de la mythologie slave. Il serait le dieu de la guerre et du soleil, de l'hospitalité, des cultures, de la bière et de la fertilité. Mentionné dans plusieurs sources médiévales, le fait de savoir s'il s'agit d'un lieu de culte ou d'un dieu païen n'est pas tranché. Une statue moderne (voir illustration) lui est dédiée sur le mont Radhošť dans le massif de Beskides.

## Étymologie
La formation de son nom provient de radǔ « content, gai » et de gostǐ « hôte », un composé possessif signifiant « dont les hôtes sont satisfaits », formule désignant un Feu divin.

## Description
Au début du XIe siècle, Thietmar de Mersebourg relate dans son Chronicon que la tribu des Wendes de Rethra adorait de nombreux dieux dans sa cité sacrée de Radegast et que le dieu le plus important était Svarožic. Vers la fin du siècle, Adam de Brême écrit dans son Histoire des archevêques de Hambourg que, dans la cité païenne de Rethra, le dieu Radegast est adoré et que l'évêque de Mecklembourg, Jean Scotus, lui a été sacrifié le 10 novembre 1066 à la suite d'une rébellion wende antichrétienne. Par la suite, Helmold von Bosau, dans sa Chronica slavorum (Chronique des Slaves), écrit que Radegast est le dieu de la tribu des Wendes de Rethra. Les historiens modernes [lesquels ?] s'accordent pour penser qu'il y a eu confusion entre le toponyme et le dieu Svarožic par les copistes faisant référence à l'ouvrage de Thietmar de Mersebourg, le plus ancien et probablement [source ?] le seul qui soit écrit sur des faits directement rapportés par les Slaves.

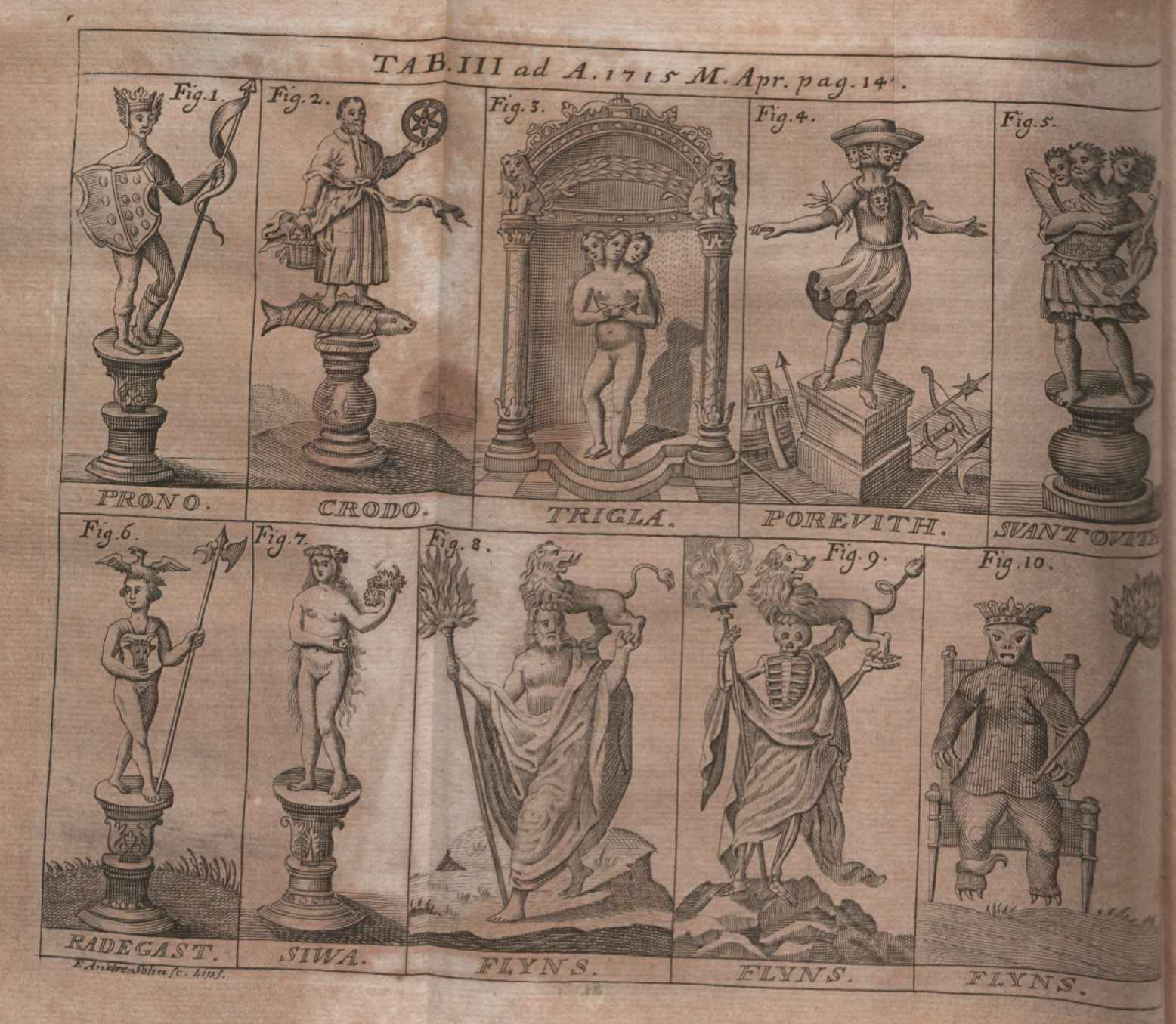
Ill. 6. Radegast dans une illustration des Acta Eruditorum du 1715

Indépendamment de Thietmar, Svarožic est mentionné comme l'un des dieux les plus importants du panthéon wende en 1008, une décennie avant Thietmar et dans des manuscrits médiévaux russes [lesquels ?]. Radegast, en revanche, ne semble exister, en tant que dieu, que chez Adam de Brême et Helmold de Bosau, ce qui penche en faveur de la thèse de la confusion entre toponyme et déité [à condition de le sourcer].

## Culture populaire
Son nom aurait peut-être inspiré l'auteur J. R. R. Tolkien pour son personnage Radagast, mais ce nom provient peut-être plutôt du nom du chef goth Radagaise (Rhadagast dans des ouvrages des XVIIIe et XIXe siècles).